# Nerses Bedros XIX Tarmouni
Nerses Bedros XIX Tarmouni, in italiano Narsete Pietro XIX (Il Cairo, 17 gennaio 1940 – Beirut, 25 giugno 2015), è stato un patriarca cattolico armeno, patriarca di Cilicia degli Armeni, e quindi della Chiesa armeno-cattolica, dal 1999 al 2015.

## Biografia
Nato ad Il Cairo in Egitto il 17 gennaio 1940, viene ordinato sacerdote il 15 agosto 1965.
Il 21 agosto 1989 viene nominato eparca di Alessandria degli Armeni e di conseguenza riceve l'ordinazione episcopale il 18 febbraio 1990. Il 7 ottobre 1999 la Chiesa armeno-cattolica lo elegge come nuovo patriarca della sede di Cilicia degli Armeni in Libano e riceve l'approvazione di papa Giovanni Paolo II il 13 ottobre 1999.
Il 12 aprile 2015 concelebra con papa Francesco la santa messa per il centenario del genocidio armeno (Metz Yeghern) con il rito di proclamazione a Dottore della Chiesa di San Gregorio di Narek.
Muore a Beirut il 25 giugno 2015 per un arresto cardiaco dopo un improvviso malore.
Le esequie si sono tenute nel pomeriggio del 30 giugno nella cattedrale dei Santi Gregorio ed Elia a Beirut.

## Genealogia episcopale e successione apostolica
La genealogia episcopale è:
- Cardinale Scipione Rebiba
- Cardinale Giulio Antonio Santori
- Cardinale Girolamo Bernerio, O.P.
- Arcivescovo Galeazzo Sanvitale
- Cardinale Ludovico Ludovisi
- Cardinale Luigi Caetani
- Cardinale Ulderico Carpegna
- Cardinale Paluzzo Paluzzi Altieri degli Albertoni
- Papa Benedetto XIII
- Papa Benedetto XIV
- Papa Clemente XIII
- Cardinale Bernardino Giraud
- Cardinale Alessandro Mattei
- Cardinale Pietro Francesco Galleffi
- Cardinale Giacomo Filippo Fransoni
- Cardinale Andon Bedros IX Hassoun
- Patriarca Stepanos Bedros X Azarian
- Patriarca Avedis Bedros XIV Arpiarian
- Patriarca Iknadios Bedros XVI Batanian
- Patriarca Hovhannes Bedros XVIII Kasparian, I.C.P.B.
- Patriarca Nerses Bedros XIX Tarmouni

La successione apostolica è:
- Arcivescovo Nechan Karakéhéyan, I.C.P.B. (2001)
- Vescovo Jean Teyrouz, I.C.P.B. (2001)
- Arcivescovo Vartan Kechichian, C.A.M. (2001)
- Arcivescovo Kévork Khazoumian, I.C.P.B. (2002)
- Vescovo Kricor-Okosdinos (Augustin) Coussa (2004)
- Arcivescovo Emmanuel Dabbaghian (2007)
- Patriarca Raphaël Bedros XXI Minassian, I.C.P.B. (2011)
- Vescovo Mikaël Antoine Mouradian, I.C.P.B. (2011)
- Arcivescovo Boghos Levon Zekiyan (2014)